# Híd szótárak
A Tinta Könyvkiadó által 2007-ben indított nyelvészeti témájú könyvsorozat.

## A könyvsorozat jellemzése
A Híd szótárak sorozatában kétnyelvű kisszótárak, társalgási zsebkönyvek, valamint szólás- és közmondásgyűjtemények találhatók. A kötetek között angol, német, olasz, spanyol, francia, lengyel, kínai, finn és latin kiadványok, szótárak vannak.
A Híd szótárak sorozatszerkesztője Temesi Viola. A sorozat köteteinek szerzői, szerkesztői elismert nyelvészek, lexikográfusok: Ágnes Bánhidi Agnesoni, Baditzné Pálvölgyi Kata, Balázsi József Attila, Balázs-Piri Péter, Bańczerowski Janusz, Bárkányi Zoltánné, Chmelik Erzsébet, Faluba Kálmán, Guszkova Antonyina, Goreczky Zsolt, H. Tóth István, Kalmár Éva Júlia, Kiss Gábor, Kiss Zsuzsanna, Kugler Katalin, Magay Tamás, Makkai Ádám, Makkai Arany Ágnes, Nagy György, Náray-Szabó Márton, Olaszy Kamilla, Paczolay Gyula, P. Szabó József, Reiman Judit, Sándor Andrea, Scholz László, Simonyi Zsigmond, Stephanides Éva, Szabadkai Bernadett, Szabó Mihály, Tefner Zoltán, Tótfalusi István, Tóth Róbert, Tukacs Tamás, Vizi Katalin

## A sorozat kötetei

### Angol
- Vizi Katalin: Magyar-angol alapszótár, 2007
- Vizi Katalin: Angol-magyar alapszótár, 2007
- Nagy György: Angol-magyar kifejezések. 3000 gyakori szókapcsolat, szólás és közmondás, 2010
- Makkai Ádám, Makkai Arany Ágnes: Angol társalgási zsebkönyv, 2012
- Nagy György: Angol közmondások. 2000 angol közmondás, szólás és szállóige fordítása és magyar megfelelője, 2013
- Nagy György: Angol elöljárós és határozós igék szótára. 2250 angol többszavas ige magyarázata angol és magyar példamondatokkal, 2014
- Náray-Szabó Márton: Angol-magyar beszédfordulatok. 1200 szituációs kifejezés példamondatokkal a mindennapi társalgás nyelvéből, 2014
- Kiss Zsuzsanna, Szabadkai Bernadett: Top 2000 English Words. A 2000 legfontosabb angol szó példamondatokkal, 2015
- Tóth Róbert, Tukacs Tamás: Angol-magyar szókincsbővítő szinonimaszótár. 2750 angol szó 10500 szinonimája magyar megfelelőkkel, 2016
- Kiss Zsuzsanna: Top 2000 magyar szó. The 2000 Most Important Hungarian Words with Example Sentences, 2017
- Kiss Gábor, Szabó Mihály (szerkesztő): Magyar-angol szókincsbővítő szinonimaszótár. 2000 magyar szó 9500 szinonimája angol megfelelőkkel, 2017
- Nagy György: Magyar-angol közmondásszótár. 1111 magyar közmondás és szólás fordítása és angol megfelelője, 2017
- Nagy György: Angol elöljárószavas kifejezések szótára. 2080 kifejezés angolul és magyarul példamondatokkal, 2018
- Nagy György: Magyar-angol szólásszótár. 1555 magyar szólás angol megfelelője példamondatokkal, 2018
- Stephanides Éva: Pincérszótár. A vendéglátóhelyeken használt leggyakoribb 2500 szó és kifejezés angol-magyar és magyar-angol szótára, 2019
- Magay Tamás, Horváth Barnabás: Magyar-angol orvosi szótár. 7500 magyar szó és 800 kifejezés angol megfelelője, 2020
- Nagy György: Phrasal verbs magyar–angol szótár. 2000 ige magyar és angol példamondattal, 2020
- Nagy György: Angol–magyar nagy szlengszótár. 5350 angol szlengszó és szlengkifejezés szinonimái, magyar megfelelői példamondatokkal, 2020
- Nagy György: Angol–magyar nagy kollokációszótár. 17 750 angol szókapcsolat és magyar megfelelője, 2020
- Kiss Zita, Martin P. Lewington: Magyar–angol műszaki kisszótár. 5400 magyar szakszó, szakkifejezés angol megfelelője, 2021
- Kiss Zita, Martin P. Lewington: Angol–magyar műszaki kisszótár. 5500 angol szakszó, szakkifejezés magyar megfelelője, 2021

### Francia
- Náray-Szabó Márton: Francia-magyar beszédfordulatok. 1200 kifejezés a mindennapi társalgás nyelvéből, 2009
- Chmelik Erzsébet: Francia társalgási zsebkönyv, 2014

### Finn
- Sándor Andrea: Finn társalgási zsebkönyv, 2010

### Kínai
- P. Szabó József: Kínai nyelvkönyv. Tanuljon könnyen, gyorsan kínaiul!, 2012
- P. Szabó József, Zhang Shi: Magyar-kínai alapszótár, 2014
- P. Szabó József: Kínai-magyar alapszótár, 2016

### Latin
- Goreczky Zsolt: Latin-magyar alapszótár, 2014
- Simonyi Zsigmond: Latin szókönyv. Szócsaládok szerint rendezve, 2015

### Lengyel
- Bańczerowski Janusz - Bárkányi Zoltánné - Reiman Judit: Lengyel társalgási zsebkönyv, 2008

### Német
- Olaszy Kamilla: Német társalgási zsebkönyv, 2010
- Tefner Zoltán: Magyar-német, német-magyar műszaki kisszótár, 2013
- Olaszy Kamilla: Magyar-német alapszótár, 2014
- Olaszy Kamilla: Német-magyar alapszótár, 2014
- Kalmár Éva Júlia: Top 2000 német szó. A 2000 legfontosabb német szó példamondatokkal, 2018
- Kalmár Éva Júlia, Kiss Gábor, Szabó Mihály: Top 2000 ungarische Wörter. A 2000 legfontosabb magyar szó példamondatokkal, 2019

### Olasz
- Ágnes Bánhidi Agnesoni: Olasz társalgási zsebkönyv, 2014
- Ágnes Bánhidi Agnesoni: Olasz közmondások. 1333 olasz közmondás, szólás és szállóige fordítása és magyar megfelelője, 2017
- Ágnes Bánhidi Agnesoni: Top 2000 olasz szó. A 2000 legfontosabb olasz szó példamondatokkal, 2018
- Ágnes Bánhidi Agnesoni: Magyar-olasz alapszótár, 2019
- Ágnes Bánhidi Agnesoni. Magyar–olasz beszédfordulatok (2021). ISBN 9789634093015
- Fábián Zsuzsanna, Danilo Gheno. Olasz–magyar kifejezések szótára – 10000 olasz állandó szókapcsolat, szólás és közmondás a magyar megfelelőkkel (2021). ISBN 9789634093008

### Orosz
- Guszkova Antonyina, H. Tóth István: Magyar-orosz alapszótár, 2015
- Guszkova Antonyina, H. Tóth István (főszerkesztő): Orosz-magyar alapszótár, 2017
- Kugler Katalin: Új szavak, új jelentések az orosz nyelvben. Orosz-magyar szótár, 2017
- Balázsi József Attila: Orosz-magyar közmondásszótár. 1400 orosz közmondás magyar megfelelőkkel és művelődéstörténeti magyarázatokkal, 2021

### Spanyol
- Baditzné Pálvölgyi Kata, Scholz László: Spanyol társalgási zsebkönyv, 2013
- Balázs-Piri Péter, Baditzné Pálvölgyi Kata: Magyar-spanyol alapszótár, 2015
- Baditzné Pálvölgyi Kata, Balázs-Piri Péter: Spanyol-magyar alapszótár, 2015
- Baditzné Pálvölgyi Kata, Balázs-Piri Péter (szerkesztő): Top 2000 spanyol szó. A 2000 legfontosabb spanyol szó példamondatokkal, 2017
- Magay Tamás, Faluba Kálmán: Bibliai eredetű kifejezések, közmondások, bölcsességek magyarul és spanyolul, 2019

### Többnyelvű
- Paczolay Gyula: Többnyelvű szólás- és közmondásgyűjtemény. 340 közmondás magyar, angol, észt, francia, német, olasz, lengyel, portugál, spanyol és latin nyelven, 2015
- Balázsi József Attila: A sas egyedül repül. Állatos közmondások és szólások magyarul és angolul a világ minden tájáról szinonimamutatóval, 2017
- Tótfalusi István: Vámmentes gondolatok. 838 újkori szállóige 344 neves személytől magyarul és eredeti nyelven, kiejtési tanáccsal, 2018